# Tsutomo Sakamoto
Tsutomo Sakamoto (en japonès: 坂本勉, Nanbu, Aomori, 3 d'agost de 1962) va ser un ciclista japonès. El seu principal resultat fou la medalla de bronze als Jocs Olímpics de Los Angeles, en la prova de Velocitat.

## Palmarès
- 1984
  -  Medalla de bronze als Jocs Olímpics de Los Angeles en Velocitat individual